# Hap Holmes
Harry George »Hap« Holmes, kanadski profesionalni hokejist, * 21. februar 1892, Aurora, Ontario, Kanada, † 27. junij 1941. 
V celotni karieri je štirikrat osvojil Stanleyjev pokal, s štirimi različnimi moštvi. Enak dosežek je uspel še Jacku Marshallu, ki je bil Holmesov soigralec pri ekipi Toronto Blueshirts, zmagovalni ekipi Stanleyjevega pokala za leto 1914. Poleg Marshalla in Holmesa do danes ni bilo hokejista, ki bi presegel ali vsaj ponovil ta dosežek, s štirimi različnimi moštvi osvojiti štiri Stanleyjeve pokale.
Kot amater je tri sezone preigral v ligi OHA in se leta 1912 pridružil NHA ekipi Toronto Blueshirts. Dve leti kasneje, leta 1914 se je z moštvom že veselil svojega prvega Stanleyjevega pokala. Kljub še veljavni pogodbi z Blueshirtsi se je leta 1915 preselil v PCHA klub Seattle Metropolitans ter z njim leta 1917 osvojil svoj drugi Stanleyjev pokal. Proti koncu sezone 1917/18 je po spletu več igralskih menjav pristal v moštvu Torontos, ki je nastopalo v novoustanovljeni ligi NHL. V sezoni 1918/19, svoji edini polni sezoni v Torontu, je osvojil še svoj tretji Stanleyjev pokal. Zatem se je vrnil v PCHA moštvo Seattle Metropolitans in v njem ostal šest sezon, do razpada kluba. V sezoni 1924/25 je okrepil WCHL moštvo Victoria Cougars in si z njim v dveh sezonah priboril še četrti Stanleyjev pokal. Po ukinitvi lige WCHL, ki je v zadnji sezoni delovala pod kratico WHL, je napravil povratek v ligo NHL - pridružil se je namreč Detroit Cougarsom, kasnejšim Detroit Red Wingsom. V Detroitu je igral dve sezoni, do igralske upokojitve.
Po svoji drži je veljal za pokončnega vratarja, proti koncu kariere je postal znan po svoji zaščitni čepici. Z njo se je izmikal predmetom, ki so jih vanj metali gledalci - njegova prepoznavna pleša jim je namreč predstavljala mamljivo tarčo. Po koncu igralske kariere se je preusmeril v trenerske vode, vodil je dva nižjeligaška kluba, CPHL klub Toronto Millionaires in IHL klub Cleveland Indians. Umrl je 27. junija 1941, v času smrti je bil star 49 let. Leta 1972 so ga posmrtno sprejeli v Hokejski hram slavnih lige NHL.

## Amaterska kariera
Harry Holmes, z vzdevkom »Hap« ali ponekod celo »Happy,«  je svojo hokejsko kariero pričel v sezoni 1908/09 kot amater v OHA moštvu Parkdale Canoe Club. Za Parkdale je nastopal tri sezone, a je kot neuveljavljen mladinec le redko dobival priložnost v vratih. Skupaj je tako v treh sezonah nastopil zgolj na 11 tekmah rednega dela sezone in 2 tekmah končnice. V prvi sezoni je zaigral na 3 tekmah in vsakokrat izgubil, pri čemer je skupaj v mrežo spustil kar 22 ploščkov, v povprečju nekaj več kot 7 golov na tekmo. V svoji drugi sezoni je igral na 4 srečanjih, na katerih je dvakrat zmagal in dvakrat izgubil. Skupaj je prejel 26 zadetkov, torej v povprečju 6,5 na tekmo. V sezoni 1910/11, njegovi zadnji v Parkdalu, je vnovič zaigral na 4 tekmah rednega dela sezone, od katerih je trikrat zmagal in enkrat izgubil. Na teh štirih tekmah je v svojo mrežo spustil le 12 ploščkov, za povprečje 3 prejetih golov na tekmo. V končnici je priložnost dobil na dveh tekmah in z moštvom vknjižil en poraz in en neodločen izid, pri čemer je prejel 9 zadetkov za povprečno 4,5 prejetih golov na srečanje. V sezoni 1911/12 bi moral Holmes braniti barve moštva modrosrajčnikov (Blueshirts) iz Toronta, a ti v ligi NHA v niso sodelovali. Glavni razlog tej neaktivni sezoni je bila gradnja dvorane z umetno ledeno podlago Arena Gardens, ki se je proti pričakovanjem zavlekla v pričetek tekmovalne sezone. Holmes je tako sezono hočeš nočeš izpustil, a v celi sezoni vseeno nastopil na eni tekmi, ki je bila sicer bolj ekshibicijske narave. Na tej tekmi je branil vrata moštva Toronto Tecumsehs in ob zmagi svoje ekipe prejel tri zadetke.

## Profesionalna kariera

### Toronto Blueshirts
Holmes je svojo profesionalno kariero pričel v NHA klubu Toronto Blueshirts v sezoni 1912/13. V klubu je ostal tri sezone. V svoji prvi sezoni pri modrosrajčnikih je imel bilanco zmag in porazov 6–7, zbral je še en shutout in GAA povprečje 4.47. Blueshirtsi so na koncu osvojili 3. mesto na lestvici. V sezoni 1913/14 je Holmes prvič v karieri osvojil Stanleyjev pokal. Prav tako se je prvič pripetilo, da je pokal osvojilo kako moštvo iz Toronta. V končnici lige NHA je Holmes končal z 1 zmago in 1 porazom ter enim shutoutom in povprečjem prejetih zadetkov 1.00. V sami finalni seriji je nato Holmes z ekipo dobil vse tri tekme proti ekipi Victoria Aristocrats in pri tem vknjižil GAA povprečje 2.59. V naslednji sezoni so Blueshirtsi zgrešili končnico, saj so na 20 tekmah zbrali le 8 zmag, Holmes pa je sezono končal z 4.18 prejetih zadetkov na tekmo.

### Seattle Metropolitans, prvič
Holmes je v sezoni 1915/16 podpisal za PCHA moštvo Seattle Metropolitans, čeprav je imel še veljavno pogodbo s Toronto Blueshirtsi. V svoji prvi sezoni v Seattlu je igral na 18 tekmah. Končal je z bilanco 9–9, brez shutouta in z GAA povprečjem 3.67. Z ekipo se tudi ni uspel uvrstiti v končnico. Naslednjo sezono je Holmes na 24 srečanjih vknjižil bilanco 16–8 in temu dodal dva shutouta in povprečje prejetih zadetkov 3.28. V finalu Stanleyjevega pokala je dosegel GAA povprečje 3.28 za zmagovito ekipno bilanco 3–1. Metropolitansi so s tem osvojili svoj prvi Stanleyjev pokal v klubski zgodovini in, kot se je kasneje izkazalo, tudi edinega. Metropolitansi so se s tem dosežkom v zgodovino zapisali kot prvo ameriško moštvo s Stanleyjevim pokalom.

### Toronto Arenas
Holmes je novembra 1917 kot prost igralec prestopil v klub Montreal Wanderers. Wanderersi so ga nato 12. decembra 1917 kot posojenega igralca poslali nazaj v Seattle. V Seattlu so Holmesa 4. januarja 1918 kot posojenega igralca izpustili v moštvo Toronto Arenas, ki je sodelovalo v tedaj novoustanovljeni ligi NHL. V svoji edini polni sezoni v Torontu je Holmes zaigral na 16 tekmah, ob zmagovalni bilanci 9–7 je vknjižil GAA povprečje 4.73 in ostal brez shutouta. V končnici lige NHL je Holmes zaigral na dveh tekmah, od tega je z ekipo enkrat zmagal in enkrat izgubil. V finalu Stanleyjevega pokala je z moštvom slavil s 3–2 v zmagah in v svojo mrežo v povprečju spustil 4 ploščke na tekmo. Za Holmesa je bil to že tretji Stanleyjev pokal v karieri, prav tako je bil edini član zmagovalne ekipe Toronto Blueshirtsov iz leta 1914, ki je pokal osvojil tudi z Arenasi leta 1918. Potem ko je za Toronto Arenase v naslednji sezoni nastopil le na dveh srečanjih in na obeh tekmah skupaj prejel 9 zadetkov, je 27. decembra 1918 sledila vrnitev v Seattle.

### Seattle Metropolitans, drugič
Holmes je v sezoni 1918/19 zaigral na 20 tekmah rednega dela sezone, na katerih je z moštvom 11-krat slavil in 9-krat izgubil. Shutouta ob GAA povprečju 2.25 ni uspel vknjižiti. V končnici lige PCHA je nastopil na dveh tekmah, na katerih je skupno prejel pet zadetkov. Z Metropolitansi se je s po eno zmago in enim porazom ob boljši razliki v zadetkih uvrstil še v svoj tretji zaporedni finale Stanleyjevega pokala. Metropolitansi so se v finalu pomerili z NHL klubom Montreal Canadiens. Serijo so po petih tekmah prekinili in odpovedali zaradi izbruha španske gripe. Bolezen je namreč z ledenih ploskev oddaljila branilca Canadiensov Joeja Halla, ki je štiri dni po sprejetju v bolnišnico umrl. Canadiensi so se nemudoma po Hallovi hospitalizaciji odrekli nadaljnjemu igranju finala, Metropolitansi pa na drugi strani niso želeli kar tako sprejeti Stanleyjevega pokala in so si ga želeli priboriti na ledu, ne izven njega. Serija se je tako po 5 odigranih tekmah končala brez zmagovalca pri izidu 2–2 v zmagah (na 4. tekmi serije sta se moštvi razšli brez zadetkov, po 20 minutah podaljška je sodnik Mickey Ion srečanje prekinil).
V sezoni 1919/20 je Holmes nastopil na 22 tekmah, na katerih je z ekipo vknjižil 12 zmag in 10 porazov. Do konca sezone je zbral štiri shutoute in povprečje prejetih zadetkov na tekmo 2.46. V končnici lige PCHA je zaigral na dveh tekmah, na katerih je Seattle proti moštvu Vancouver Millionaires enkrat zmagal in enkrat izgubil ter se s skupno razliko v zadetkih 6–3 še drugo leto zapored prebil v finale Stanleyjevega pokala. Za Holmesa je bil to že četrti zaporedni finale, tokratni nasprotnik Seattla je bila ekipa Ottawa Senatorsov. Metropolitansi so serijo izgubili z 2–3 v zmagah, Holmes je na petih tekmah prejel 15 zadetkov za povprečno 3.00 zadetka na tekmo.
Holmes je za Metropolitanse igral nadaljnje štiri sezone, a se z moštvom ni več uvrstil v finale Stanleyjevega pokala. Vsako sezono sta Holmes in ekipa Seattla slavila na približno polovici tekem, končnico je moštvo zgrešilo le v sezoni 1922/23. V sezoni 1920/21 je Holmes zaigral na 24 srečanjih, z moštvom imel bilanco 12–11–1 in v povprečju prejel 2.63 zadetka na tekmo. V končnici je izgubil obe tekmi, na katerih je zaigral ter na obeh skupaj prejel 13 zadetkov. Naslednjo sezono je imel Seattle identično bilanco zmag in porazov, medtem ko je Holmesova posamična statistika zrasla na štiri shutoute in povprečje GAA 2.60. V končnici je nato na dveh tekmah prejel le dva zadetka, a to ni bilo dovolj za napredovanje, saj Seattle na nobeni od tekem ni zatresel mreže nasprotnika, ekipe Vancouver Millionaires. Slednja se je tako veselila napredovanja v finale Stanleyjevega pokala, s skupnim izidom 2–0 v zadetkih (in zmagah). V sezoni 1922/23 je Holmes nastopil na 30 tekmah, na katerih je bilo njegovo moštvo polovično uspešno (bilanca 15–15). V individualno statistiko je vpisal dva shutouta in GAA povprečje 3.45. Seattle se za razliko od preteklih let ni uvrstil niti v končnico lige PCHA, saj je v rednem delu sezone zasedel šele zadnje, 3. mesto. Holmes je v sezoni 1923/24, svoji zadnji v dresu Metropolitansov, zaigral na 30 tekmah rednega dela sezone, na katerih je Seattle dosegel 14 zmag in utrpel 16 porazov, kar je za razliko od predhodne sezone zadostovalo za prvo mesto na lestvici. Holmes je pri tem prispeval dva shutouta in povprečje prejetih zadetkov 3.26. Na dveh tekmah končnice je vknjižil 1.79 GAA povprečje, Seattle pa je s porazom 1–2 in remijem 2–2 za skupni izid 3–4 v zadetkih izpadel iz boja za Stanleyjev pokal.

### Victoria Cougars
V sezoni 1924/25 se je Holmes po razpadu Seattle Metropolitansov in priključitvi ostalih PCHA moštev ligi WCHL pridružil ekipi Victoria Cougars. V svoji prvi sezoni v klubu je ob bilanci 16–12 zbral tri shutoute in GAA povprečje 2.25. V končnici je Victoria na štirih tekmah ostala neporažena, Holmes se je z dvema zmagama in dvema remijema in enim shutoutom ter povprečjem prejetih zadetkov 1.75 še enkrat več uvrstil v finale Stanleyjevega pokala. Hokejistom Victorie so nasproti stali hokejisti NHL kluba Montreal Canadiens, Holmes pa se je z izidom 3–1 v zmagah še četrtič v karieri veselil Stanleyjevega pokala. Ta finalna serija se je v zgodovino vpisala kot zadnja, v kateri je pokal osvojilo kako moštvo izven lige NHL. Kasneje se je izkazalo tudi, da je v tej seriji Holmes zadnjič osvojil Stanleyjev pokal.
Holmes je pri Cougarsih ostal še naslednjo sezono in v rednem delu lige z ekipo vknjižil 15 zmag, 11 porazov in 4 remije. V osebno statistiko je zapisal štiri shutoute in v povprečju 1.68 prejetih zadetkov na srečanje. V končnici je nato Holmes statistično gledano skoraj dvakrat izboljšal dosežke iz prejšnje sezone, saj je ob enaki bilanci (2 zmagi in 2 remija) zbral en shutout in v povprečju prejel 1.45 zadetka na tekmo. V finalu Stanleyjevega pokala so se Cougarsi pomerili z moštvom Montreal Maroons in izgubili z 1–3 v zmagah. Po finalni seriji je liga WCHL (ki je zadnjo sezono delovala pod imenom WHL) razpadla in igralci so se razpršili v NHL klube. Holmes je tako sodeloval tudi na finalni seriji Stanleyjevega pokala, v kateri je zadnjič sodelovalo kako moštvo izven lige NHL. Šlo je za njegov sedmi in zadnji nastop v finalu Stanleyjevega pokala.

### Detroit Cougars
Po razpadu lige WHL je pravice do imena Cougars odkupil nov NHL klub iz Detroita. Slednji si je zagotovil tudi pravice do hokejistov Victorie in Holmes je tako ostal v moštvu oziroma se pridružil novoustanovljeni ekipi Detroit Cougars. V dresu Detroita je v dveh sezonah iz 85 nastopov zbral 17 shutoutov, Cougarsi pa se obakrat niso uspeli prebiti v končnico. Od teh 85 tekem so hokejisti Detroita slavili le na 30 tekmah, kar je bilo dovolj le za peto oziroma četrto mesto v Ameriški diviziji v sezonah 1926/27 in 1927/28. Holmes je v prvi sezoni v Detroitu v osebni statistični zbir vpisal bilanco 11–26–4, šest shutoutov in GAA povprečje 2.23. V drugi sezoni in svoji zadnji profesionalni sezoni je Holmes nastopil na vseh 44 tekmah Detorita in ob razmerju zmag, porazov in remijev 19–19–6 dosegel 11 shutoutov in 1.73 prejetih zadetkov na tekmo.

## Pregled kariere
Odebeljeno - reprezentančni nastopi, glej tudi Statistika pri hokeju na ledu.
| Moštvo                | Liga             | Sezona |    | Redni del | Redni del | Redni del | Redni del | Redni del | Redni del | Redni del | Redni del |    | Končnica | Končnica | Končnica | Končnica | Končnica | Končnica | Končnica | Končnica |
| --------------------- | ---------------- | ------ | -- | --------- | --------- | --------- | --------- | --------- | --------- | --------- | --------- | -- | -------- | -------- | -------- | -------- | -------- | -------- | -------- | -------- |
| Moštvo                | Liga             | Sezona | OT | PG        | G         | P         | T         | KM        | GT        | OD        | OT        | PG | G        | P        | T        | KM       | GT       | OD       |          |          |
| Young Toronto         | Minor-ON         | 07/08  |    |           |           |           |           |           |           |           |           |    |          |          |          |          |          |          |          |          |
| Parkdale Canoe Club   | OHA-Sr.          | 08/09  |    | 3         | 22        |           |           |           |           | 7.33      |           |    |          |          |          |          |          |          |          |          |
| Parkdale Canoe Club   | OHA-Sr.          | 09/10  |    | 4         | 26        |           |           |           |           | 6.50      |           |    |          |          |          |          |          |          |          |          |
| Parkdale Canoe Club   | OHA-Sr.          | 10/11  |    | 4         | 12        |           |           |           |           | 3.00      |           |    | 2        | 9        |          |          |          |          | 4.50     |          |
| Toronto Tecumsehs     | Ekshib.          | 11/12  |    | 1         | 3         |           |           |           |           | 3.00      |           |    |          |          |          |          |          |          |          |          |
| Toronto Blueshirts    | NHA              | 12/13  |    | 15        | 58        |           |           |           |           | 4.47      |           |    |          |          |          |          |          |          |          |          |
| Toronto Blueshirts    | NHA              | 13/14  |    | 20        | 65        |           |           |           |           | 3.24      |           |    | 2        | 2        |          |          |          |          | 1.00     |          |
| Toronto Blueshirts    | Stanleyjev pokal | 13/14  |    |           |           |           |           |           |           |           |           |    | 3        | 8        |          |          |          |          | 2.46     |          |
| Toronto Blueshirts    | NHA              | 14/15  |    | 20        | 84        |           |           |           |           | 4.14      |           |    |          |          |          |          |          |          |          |          |
| Seattle Metropolitans | PCHA             | 15/16  |    | 18        | 66        |           |           |           |           | 3.67      |           |    |          |          |          |          |          |          |          |          |
| PCHA moštvo zvezd     | Ekshib.          | 15/16  |    | 1         | 6         |           |           |           |           | 6.00      |           |    |          |          |          |          |          |          |          |          |
| Seattle Metropolitans | PCHA             | 16/17  |    | 24        | 80        |           |           |           |           | 3.28      |           |    |          |          |          |          |          |          |          |          |
| Seattle Metropolitans | Stanleyjev pokal | 16/17  |    |           |           |           |           |           |           |           |           |    | 4        | 11       |          |          |          |          | 2.75     |          |
| Toronto Arenas        | NHL              | 17/18  |    | 16        | 76        | 0         | 0         | 0         | 0         | 4.73      |           |    | 2        | 7        | 0        | 0        | 0        | 0        | 3.50     |          |
| Toronto Arenas        | Stanleyjev pokal | 17/18  |    |           |           |           |           |           |           |           |           |    | 5        | 21       |          |          |          |          | 4.20     |          |
| Toronto Arenas        | NHL              | 18/19  |    | 2         | 9         | 0         | 0         | 0         | 0         | 4.50      |           |    |          |          |          |          |          |          |          |          |
| Seattle Metropolitans | PCHA             | 18/19  |    | 20        | 46        |           |           |           |           | 2.25      |           |    | 2        | 5        |          |          |          |          | 2.50     |          |
| Seattle Metropolitans | Stanleyjev pokal | 18/19  |    |           |           |           |           |           |           |           |           |    | 5        | 10       |          |          |          |          | 1.79     |          |
| Seattle Metropolitans | PCHA             | 19/20  |    | 22        | 55        |           |           |           |           | 2.46      |           |    | 2        | 3        |          |          |          |          | 1.50     |          |
| Seattle Metropolitans | Stanleyjev pokal | 19/20  |    |           |           |           |           |           |           |           |           |    | 5        | 15       |          |          |          |          | 3.00     |          |
| Seattle Metropolitans | PCHA             | 20/21  |    | 24        | 68        |           |           |           |           | 2.63      |           |    | 2        | 13       |          |          |          |          | 6.50     |          |
| Seattle Metropolitans | PCHA             | 21/22  |    | 24        | 64        |           |           |           |           | 2.60      |           |    | 2        | 2        |          |          |          |          | 1.00     |          |
| Seattle Metropolitans | PCHA             | 22/23  |    | 30        | 106       |           |           |           |           | 3.45      |           |    |          |          |          |          |          |          |          |          |
| Seattle Metropolitans | PCHA             | 23/24  |    | 30        | 99        |           |           |           |           | 3.26      |           |    | 2        | 4        |          |          |          |          | 1.79     |          |
| Victoria Cougars      | WCHL             | 24/25  |    | 28        | 63        |           |           |           |           | 2.25      |           |    | 4        | 5        |          |          |          |          | 1.25     |          |
| Victoria Cougars      | Stanleyjev pokal | 24/25  |    |           |           |           |           |           |           |           |           |    | 4        | 8        |          |          |          |          | 2.00     |          |
| Victoria Cougars      | WHL              | 25/26  |    | 30        | 53        |           |           |           |           | 1.68      |           |    | 4        | 6        |          |          |          |          | 1.45     |          |
| Victoria Cougars      | Stanleyjev pokal | 25/26  |    |           |           |           |           |           |           |           |           |    | 4        | 10       |          |          |          |          | 2.50     |          |
| Detroit Cougars       | NHL              | 26/27  |    | 41        | 100       | 0         | 0         | 0         | 0         | 2.23      |           |    |          |          |          |          |          |          |          |          |
| Detroit Cougars       | NHL              | 27/28  |    | 44        | 79        | 0         | 0         | 0         | 0         | 1.73      |           |    |          |          |          |          |          |          |          |          |

## Slog igranja
Holmes je bil znan po tem, da je vselej nosil bejzbolsko čepico, s katero se je zaščitil pred obiskovalci, ki so nanj pljuvali tobak ali vanj metali različne predmete. Bil je plešast, celo do te mere, da je časnik Windsor Star zapisal: »... njegova sijoča plešasta kupola je predstavljala mikavno tarčo.« Znan je bil po pokončni vratarski drži, pri ustavljanju ploščkov se je v največji meri zanašal na pravilno postavljanje. Njegove igre so bile konstantne, v vratih je deloval sproščeno in ravnodušno. Nekateri so njegove igre celo označili za lenobne.

## Kasnejše življenje
Holmes se je po koncu igralske kariere ukvarjal s trenerskim delom v nižih ligah. Nižjeligaša Toronto Millionaires je v sezoni 1928/29 v ligi Canadian Professional Hockey League popeljal do bilance 19-6-7. Klub je vodil tudi v sezoni 1930/31, tedaj že v novi ligi International Hockey League in pod novim imenom Cleveland Indians. Z moštvom mu je uspelo do bilance 24-18-6.
V drugi najmočnejši ameriški hokejski ligi, American Hockey League, od leta 1948 dalje podeljujejo nagrado za najboljšega vratarja sezone. Nagrada se v Holmesovo čast imenuje Hap Holmes Memorial Award. Holmes je umrl 27. junija 1941. Leta 1972 so ga posmrtno sprejeli v Hokejski hram slavnih lige NHL.